# 심적외상
심적외상(心的外傷, psychological trauma) 혹은 정신적 외상(mental trauma), 정신병적 외상(psychiatric trauma), 심리적 외상(psychotrauma), 통상적으로 말하는 트라우마는 폭력, 강간, 테러, 생명에 대한 위협과 같은 인간의 경험에 있어 정상적인 범위를 넘어서서 심각하게  심적 고통을 주는 사건들로 인한 정서적 반응이다. 여기서 말하는 사건은 심적외상을 입은 사람의 입장에서는 사망이나 신체적 외상 혹은 성폭행 등 자신이나 사랑하는 사람에게 직접적으로 위협을 주는 것으로 이해할 수 있다. 텔레비전 뉴스처럼 간접적으로 노출되는 것도 상당히 심적 고통을 안겨주고 비자발적이면서도 압도적일 수도 있는 생리상의 스트레스 반응(stress response)을 초래할 수도 있지만, ‘그 자체로는’ 심적외상을 유발하지 않는다.
심리적 충격(psychological shock)이나 심리적 거부(psychological denial)와 같은 단기적 반응이 흔히 수반된다. 장기적 반응과 효과로는 양극성 장애(bipolar disorder), 통제 불가한 플래시백(flashback), 공황 발작(panic attack), 섬망(insomnia), 악몽 장애(nightmare disorder), difficulties with 대외 관계(interpersonal relationship)의 어려움, 외상후스트레스장애(post-traumatic stress disorder, PTSD)가 있다. 편두통(migraine), 환기항진(hyperventilation), 다한증(hyperhidrosis), 구역질(nausea) 등 신체적 증상도 나타나기도 한다.
주관적 경험(subjective experience)은 개인 간에 다르기 때문에 사람들은 같은 사건에 다르게 반응한다. 잠재적으로 트라우마를 일으킬 사건을 경험하는 사람 대부분은 심적외상을 입지 않지만 심리적으로 괴로움을 받고 고통을 경험할 것이다. 일부는 하나 이상의 트라우마적 사건에 노출된 사람은 외상후스트레스장애(PTSD)를 겪기도 한다. 위험율에 있어 보이는 이러한 괴리는 일부가 갖는 예방요인(protective factor)으로부터 유래할 수 있으며, 이는 이들로 하여금 힘든 사건들을 대처하게 한다. 여기에는 심리적 탄력(psychological resilience)이라든지 도움을 요청하는 것과 같은 기질적 환경적 요소가 포함된다.
정신외상학(Psychotraumatology)은 심리적 외상 연구이다.
한편, 외상후 성장(PTG)을 가져오는 정신적 외상은 개인의 긍정적 삶에 중요한 역할을 하는 요인으로 작용하기도 한다.

## 징후 및 증상
트라우마를 겪는 사람은 이후에 문제나 어려움을 겪게 된다. 이런 증상의 심각도는 개인 인격, 트라우마 유형, 타인으로부터 받는 지지와 치유에 따라 다르다. 트라우마에 대한 반응 범위는 넓고 다양할 수 있으며, 심각도 역시 사람마다 다르다.
사람은 트라우마 경험 이후에 정신적 육체적으로 트라우마를 재경험할 수 있다. 예를 들어 오토바이 엔진 소리는 침투적 사고(intrusive thought)나 총소리와 같은 유사한 소리가 관련된 트라우마적 경험을 재경험하는 느낌을 야기한다. 오토바이 소음처럼 온화한 자극이 마음 속에서는 트라우마적 경험과도 연결될 수도 있다. 이 과정을 트라우마적 커플링(traumatic coupling)이라 한다. 이 과정에서 온화한 자극은 트라우마 상기자(trauma reminder), 혹은 트라우마 촉발자(trauma trigger)가 되기도 한다. 이는 불편하고 고통스러운 느낌을 낳을 수 있다. 트라우마 재경험은 안전감, 자아감, 자기효용(self-efficacy)의 느낌은 물론 정서 조절 능력과 관계 능력에도 해를 끼칠 수 있다. 알코올을 포함한 신경정신약물(psychoactive drug)에 의존하여 느낌으로부터 벗어나거나 그런 느낌을 둔화시키려 한다. 촉발자는 사건이 재발하는 듯한 느낌을 주는 해리적 경험(dissociative experience)인 플래시백(flashback)을 일으킬 수 있다. 플래시백은 분심(distraction)에서 현재 살황에 대한 완벽한 인지 상실(loss of awareness)까지 범위가 넓다. 증상의 재경험은 신체와 정신이 트라우마적 경험을 대처하는데 적극적으로 분투하고 있다는 징후이다.
촉발자와 단서는 트라우마의 상기자로서 역할하며, 불안(anxiety)과 다른 관련 정서를 일으킬 수 있다. 종종 촉발자가 무엇인지에 대하여 완전히 모를 수 있기도 하다. 많은 경우 이는 트라우마 장애를 가진 사람이 파괴적 행동이나 자기파괴적 대처 기제(coping mechanism)를 보이게 할 수 있으며, 자신의 행동의 본질이나 원인을 전혀 모를 수도 있다. 공황 발작(panic attack)은 이런 정서적 촉발자에 대한 심신적 반응의 사례이다.
그 결과, 과거 사건의 재경험으로 인해 위험이 항상 드러나게 되면서, 강렬한 분노의 느낌이 부적당한 혹은 기대하지 않은 상황에서 자주 표면에 드러날 수도 있다. 이미지, 사고, 플래시백과 같은 마음 아픈 기억은 뇌리에서 떠나지 않고 악몽이 자주 발생할 수 있다. 숨겨진 공포와 불안이 밤낮으로 각성 상태를 유지하게 하고 위험에 대한 경계를 늦추지 않게 하면서, 불면증(Insomnia)이 나타날 수 있다. 빚이라든지 개인의 불안한 재정 상황은 트라우마를 겪는 사람들에게 보이는 흔한 특징이다. 트라우마는 일상 기능의 변화뿐만 아니라 형태적 변화를 야기한다. 이런 후성적 변화는 다음 세대로 전해질 수 있고, 따라서 유전적 특징은 심리적 외상의 한 요소가 된다. 그러나 일무늨 심리적 외상의 위험도를 낮추는 유전적 특징과 같은 예방요인을 가지고 태어나거나 나중에 발전시키기도 한다.
실제 발생한 일을 기억하지 못하기도 하지만, 트라우마 기간 동안 경험한 정서는 원인을 알지 못하고 재경험될 수 있다.(억압기억Repressed memory). 이는 마치 지금 일어나는 것처럼 지속적으로 경험하게 되는 트라우마적 사건으로 이어지면서, 경험으로부터 통찰을 획득하지 못하게 된다. 이는 신체적 정신적 탈진이 중간에 발생하는 장기간 지속되는 급성 흥분 기간 패턴을 보일 수 있다. 이는 급성 스트레스, 불안 장애, 지속적 애도 장애(prolonged grief disorder),  신체형통증장애(somatic symptom disorder), 전환 장애(conversion disorder), 단기 정신병적 장애(brief psychotic disorder), 경계선 인격장애(borderline personality disorder), 적응장애(adjustment disorder) 등을 야기할 수 있다. 강박장애(obsessive–compulsive disorder)는 고각성(hyper-vigilance)과 침투적 사고(intrusive thought)와 같은 심적외상 증상과 유사한 증상을 가진 정신 건강 장애이다. 트라우마적 사건을 경험한 사람들은 트라우마와 관련된 증상을 경감하는 방식으로 안전 점검을 강박적으로 하는 것 등의 강박장애 증상을 사용한다고 알려져 왔다고 연구는 지적해 왔다.
결국 정서적 탈진이 시작되어 분심으로 이어지고, 명료한 사고는 어렵거나 불가능할 것이다. 감정적 분리(emotional detachment)는 물론 해리(dissociation) 혹은 멍함(numbing out)이 자주 발생할 수 있다. 고통스런 정서로부터의 해리는 모든 감정을 둔감하게 하고, 감정이 둔해지거나(감정 둔마emotional flattening) 무언가에 사로잡히거나(preoccupied) 거리감을 느끼거나 냉랭하게 보일 수 있다. 해리에는 이인화 장애(epersonalisation disorder), 해리적 기억 상실(dissociative amnesia), 해리적 배회증(dissociative fugue), 해리적 정체성 장애(dissociative identity disorder) 등이 포함된다. 트라우마 재경험에 노출되면 수초형성(myelination)의 둔화, 비정상적인 시냅스 가지치기(synaptic pruning), 해마(hippocampus) 축소, 인지적 정서적 장애와 같은 신경생리학적 변화를 가져올 수 있다. 이는 취약한 환경에 처한 아동과 청소년에 대한 고등 기능 평가(higher-order function assessment)와 관련하여 수행한 뇌 스캔 연구에 있어 유의미하다.
심적외상을 겪고 있는 사람들 가운데 일부는 트라우마 증상이 가시지 않고 자신의 상황이 나아지지 않을 것이라고 생각할 때 지속적으로 해를 입는다는 느낌을 가질 수 있다. 이는 절망감, 일시적 편집형 사고(paranoid ideation), 자부심 상실, 심각한 공허감, 자살경향성(suicidality), 그리고 종종 우울증으로 이어질 수 있다. 한 개인의 자아와 세계관의 중요한 부분들이 침해된다면, 그 사람은 자신의 정체성에 의문을 제기할 수 있다. 최선의 노력을 함에도, 트라우마 경험을 가진 부모들은 아이가 심적외상을 겪었다는 것을 알아차린 상태에서도 아이에게 감정 조절, 의미 해석, 외상후 공포에 대한 억제를 기르는데 도움을 주는 것에 어려움이 있을 수 있으며, 아이에 대한 불리한 결과로 이어진다. 이러한 사례에서, 적절한 정신 건강 서비스에서 상담을 구하는 것은 아이와 부모 한쪽 혹은 두 명 모두에게 가장 이롭다.

## 같이 보기
- 부인 (심리학)
- 외상
- 외상 후 스트레스 장애
- 반응성 애착 장애